# Нова Дєдіна
Нова Дєдіна (словац. Nová Dedina) — село, громада округу Левіце, Нітранський край. Кадастрова площа громади — 29.17 км².
Населення 1470 осіб (станом на 31 грудня 2018 року).

## Історія
Нова Дєдіна згадується 1075 року.

## Населення
| Рік:            | 1994. | 2004.   | 2014.   | 2024.   |
| --------------- | ----- | ------- | ------- | ------- |
| Кількість осіб: | 1588  | 1540    | 1524    | 1455    |
| Різниця:        |       | -3,02 % | -1,03 % | -4,52 % |

| Рік:            | 2023. | 2024.   |
| --------------- | ----- | ------- |
| Кількість осіб: | 1452  | 1455    |
| Різниця:        |       | +0,20 % |